# Joaquín Gandarillas Aránguiz

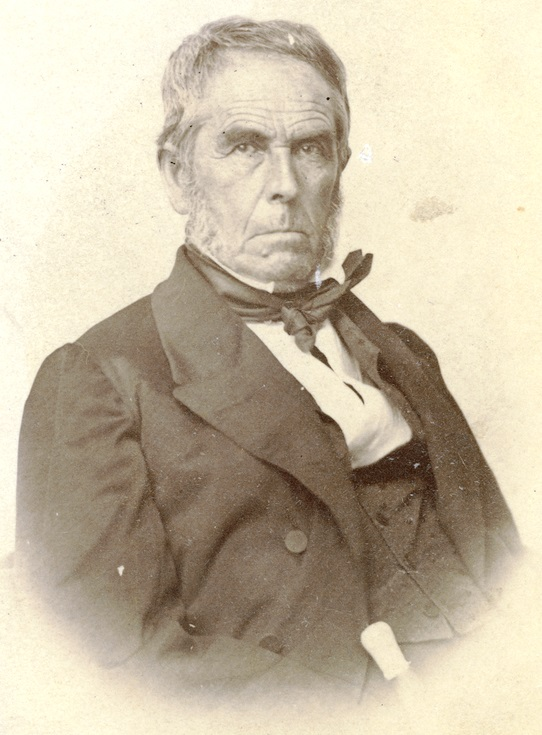
Joaquín Gandarillas Aránguiz.

Joaquín Gandarillas Aránguiz (Santiago, 1786-1843) fue un político chileno.
Fue hijo de Nicolás José Gandarillas y Romero y María Rita Aránguiz Mendieta. Se casó con Ana María Valdés Aldunate, con quien tuvo once hijos. Fue heredero de la hacienda de Macul, y educado en derecho en la Real Universidad de San Felipe.

## Actividades políticas
- Diputado representante de Rancagua y Maipo (1824-1825 y 1825-1826).